# ベースジャンピング
ベースジャンピング（BASE jumping）、またはベースジャンプ（BASE jump）は、地上にある建造物や断崖などの高いところからパラシュートを使って降下するスポーツである。飛行機から飛び降りるスカイダイビングと比較して非常に危険であり、エクストリームスポーツの一つに分類され、その中でも最も危険なものとされる。ベースジャンピングのベース (B.A.S.E) は飛び降りる場所を意味する頭字語（アクロニム）である。
- BはBuilding（ビルディング、建築物）
- AはAntenna（アンテナ、人の住んでいないタワー）
- SはSpan（スパン、橋桁）
- EはEarth（アース、断崖などの自然）

を意味する。

## 歴史

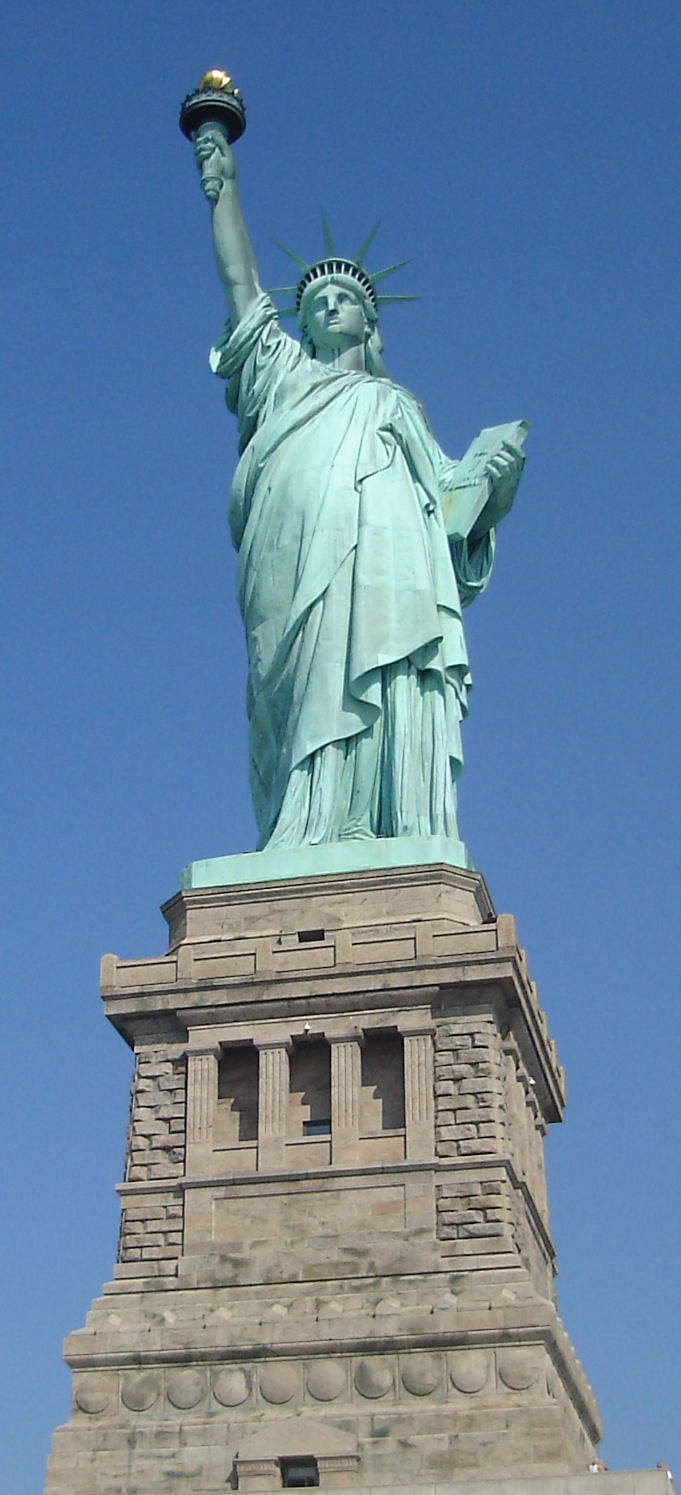
自由の女神像

ベースジャンピングの歴史は1900年代初頭から断片的に始まった。1912年にフレデリック・ロー (Frederick Law) がアメリカ・ニューヨークの自由の女神像からジャンプした。また、スロバキア人のステファン・バニッチ (Štefan Banič) が、自身の発明した近代的なパラシュートをアメリカの特許庁とアメリカ軍に宣伝するため、ワシントンD.C.にあったビルの41階から降下した。1966年にマイケル・ペルキー (Michael Pelkey) とブライアン・シューベルト (Brian Schubert) が、ヨセミテ渓谷にある断崖、エル・キャピタンから降下した。1976年にはジェームズ・ボンドが活躍する映画『007 私を愛したスパイ』の冒頭シーンを撮影するため、スタントマンのリック・シルベスター (Rick Sylvester) が、カナダのアスガルド山からジャンプした。これらのジャンプは、パラシュート降下の新しいスタイルを系統的に模索するようなものではなく、1回限りの散発的な実験であった。
頭字語である「BASE（ベース）」は、映画制作者のカール・ボーニッシュ (Carl Boenish) によって創られた。彼は1978年にエル・カピタンで初めての降下を映像におさめた。自由落下する際のトラッキングと呼ばれる（空中で体を水平に保ち移動したりスピードを調節する）テクニックと、ラムエアパラシュート（ラム圧パラシュート）で降下する様子を収めたこの映画は、近代のベースジャンピングの定義づけに大きな影響を与えた。この映像がきっかけとなって、宣伝や映画撮影ではなく、レクリエーションスポーツとしてのベースジャンピングが行われるようになった。また、映画によってスカイダイビング愛好家たちの間でベースジャンピングが広く人気を得た。ボーニッシュはその後もベースジャンピングの映画や雑誌を発表し続け、1984年にノルウェーのロムスダール渓谷のトロル壁で事故死したが、このころまでには、ベースジャンピングの趣旨は世界中のスカイダイバー達に広まった。

## スカイダイビングとの違い
ベースジャンピングは、スポーツとしてのスカイダイビングから派生したものである。この2つには、違いが主に3つある。
1. スカイダイビングに比べて、着地点までの高さが非常に低い所から飛び降りる。
2. 崖や建造物など、周囲の障害物に非常に近いところを飛ぶことになる。
3. 高さが低く、また静止した場所から飛び降りるため、スカイダイビングほど落下速度が速くならない。

これら3つの違いは大きな意味を持つ。
スカイダイビングのパラシュートは、開いたときの衝撃を和らげるため、ゆっくりと開くようになっている。しかし、ベースジャンピングのパラシュートは、落下スピードが遅く開きにくい状況の中で、安全のために逆に非常に素早く開く必要がある。また、断崖や建物がジャンパーのすぐそばにあるため、パラシュートが後ろに向かって開くと接触するおそれがあり、非常にリスクが高い。体勢が斜めになっていたりして、頭上からそれた方向にパラシュートを開いた場合、スカイダイビングでは、特に単独でのダイビングでは大きな問題にはならないが、ベースジャンピングでは非常に危険である。意図しない方向にパラシュートを開くと、障害物に接触し大怪我を負ったり、死亡したりする事故が発生することがある。
経験豊かなスカイダイバーは高度600メートル以下でパラシュートを開く。高度900メートルから飛び降りた場合、300メートル自由落下することになり、ダイバーは秒速約54メートルで落下することになる。この速度で落下し続けた場合、600メートルから約11秒で地上まで到達する計算になる。一方、ほとんどのベースジャンピングは、地表まで300メートル以下の高さで行われる。150メートルから飛び降りた場合、自由落下を続けると地表までおよそ6秒で到達する。落下速度がスカイダイビングのおよそ半分の速度と遅い為、パラシュートは開きにくいが、地表までの距離が短いため素早く開かなければならない。一般的なスカイダイビングのパラシュートは、ベースジャンプの様な状況で使用する設計となっていない。多くのベースジャンパーは、特別に設計されたハーネスと、大きなパイロットシュート（メインパラシュートのキャノピー（傘）を引き出すための補助パラシュート）を装備したパラシュートを使って飛ぶ。予備パラシュートは、トラブルがあっても開く時間がないため装備しない。これらベースジャンプ用のパラシュートは、市販されていないため特別に制作しなければならないが、特注できない場合はスカイダイビング用のものに改造をくわえたものがごく希に使用される。また、着地点までの高さが高い位置からのベースジャンピングでは、スカイダイビング用のものがそのまま使用されることがある。
ほとんどのベースジャンパーはスカイダイビングの経験者である。高高度で、さらに広い空間で行われるスカイダイビングは、安全な飛行方法とパラシュートによる着地方法を学ぶために最も良い方法であり、また非常に重要である。ベースジャンピングが行われるほとんどの場所は、着陸可能な地点が非常に狭い。またスカイダイビング初心者は一般的に、パラシュートを開いてから着地するまで3分以上飛行するが、150メートルからのベースジャンピングでは、パラシュートを開いて降下する時間はわずか10秒から15秒程度と短く危険である。
低い位置からベースジャンプする際、パラシュートをより早く開くために、スタティックライン（固定ひも）が使われる。スタティックラインは、パラシュートとジャンプする足場の間をつなぎ、ジャンパーが落下する力で、パラシュートのキャノピー（傘）とサスペンションライン（傘を張り、装備者を吊るひも）をひきだし、開かせる。この方法によって非常に低い位置（およそ60メートル）からのジャンプを可能にした。しかし多くのベースジャンパーは、自由落下も楽しめる、高い位置からのベースジャンピングを好む。
パラシュートによる降下では、高さがあるほうが安全である。従って、スカイダイビングより遥かに低い高さで行われるベースジャンプでは、その安全の限界を犠牲にしている。例えば、時間的な制約から予備のパラシュートを使うことができない。また、落下速度が遅いことも、危険要因の一つである。スカイダイビングでは落下する速度が速いために、大きな空気抵抗を受ける。その抵抗が体勢を安定させ、またパラシュートをきれいに開かせる。ベースジャンピングでは、落下速度が速くなる前にパラシュートを開く状況になるため、体勢を安定させることが難しく、体が前後左右に回転してしまうおそれがある。ジャンプする場所にもよるが、通常ベースジャンパーは後ろ宙返りをしながら飛び出し、ジャイロ効果を使って体勢を制御する。ジャンプ開始時の体勢の安定性ははじめの数秒で決定され、十分な落下速度は安定性を確立する。低い位置からのベースジャンピングでは、パラシュートは飛び出し後すぐに開かなくてはならないため、飛び出しがうまくいかないと、パラシュートを開くまでの短い間に体勢を正しく制御できないことが想定される。もしも、ジャンパーが宙返り状態など正しい体勢でない間にパラシュートを開くと、絡まってしまったり、障害物と接触したりするなどの事故が起きるリスクが非常に高まる。初心者は、水泳におけるプールの飛び込みのように前方向に回転しながら飛び出してしまうことがあるが、これは誤りである。ベースジャンピングにおける飛び出し方法は、なるべく回転をしないように制御することが推奨されている。
高い位置からのベースジャンピング（自由落下時間が約5秒以上）では、崖や建造物などの障害物から遠ざかるために、自由落下時のトラッキング技術（水平方向に移動する技術）を使う必要がある。切り立った崖やアーチ橋のようなジャンプ台が、より突き出すような形になっているところは、ベースジャンピング初心者に推奨される。
きちんとした技術を身につければ危険性は回避できるが素人が面白半分で挑戦するには危険である。

## 法的な問題
アメリカでは、スカイダイビングの場合、連邦航空局 (FAA)によって、ダイバーはパラシュートを予備を含め2つ持たなければならない等の規定がされている。一方、ベースジャンピングでは飛行機を使用しないため、連邦航空局の管轄権が及ばない。

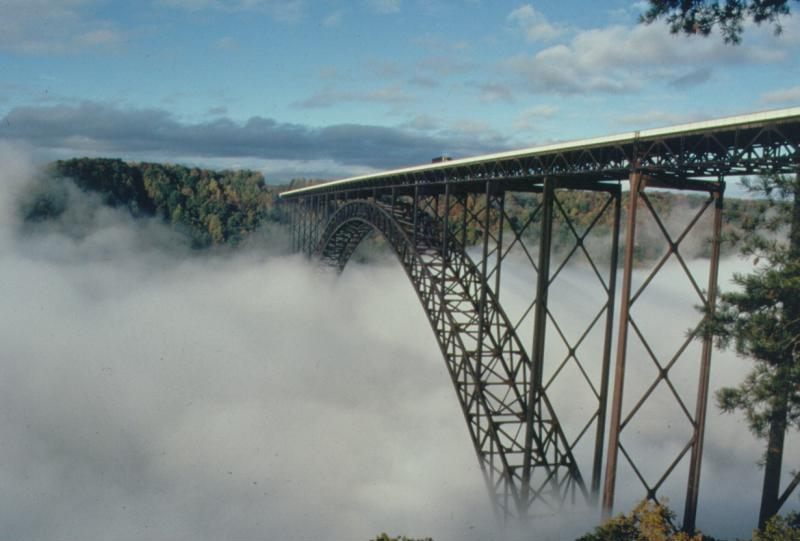
ニューリバーゴージブリッジ

ベースジャンピングにおける法的問題として、ジャンプ場所と着地場所の使用許可があげられる。ジャンパーは、ベースジャンピングを行う前に、使用許可を取るように考慮すべきである。ジャンプが可能な建物や土地の所有者が、その使用を渋ることはよくあることだが、そのことが多くのジャンパーに密かにジャンプを試みようとする方向に導くことが多い。使用が許可された場所でジャンプすることは、合法である。また、アイダホ州ツインフォールズにあるペリンブリッジと、毎年10月の第3土曜日（橋の記念日）におけるウェストバージニア州フェイエットビルにあるニューリバーゴージブリッジでは、ベースジャンピングの使用許可が下りている。ニューリバーゴージブリッジの橋桁は、川の水面から267メートルの高さがあり、石を落とすと約8.8秒で着水する。橋の記念日にはイベントが開催され、およそ450人のベースジャンパーと20万人の観客でにぎわう。天候などの条件が良い場合は、6時間あまり許可され、800回ものジャンプが行われる。

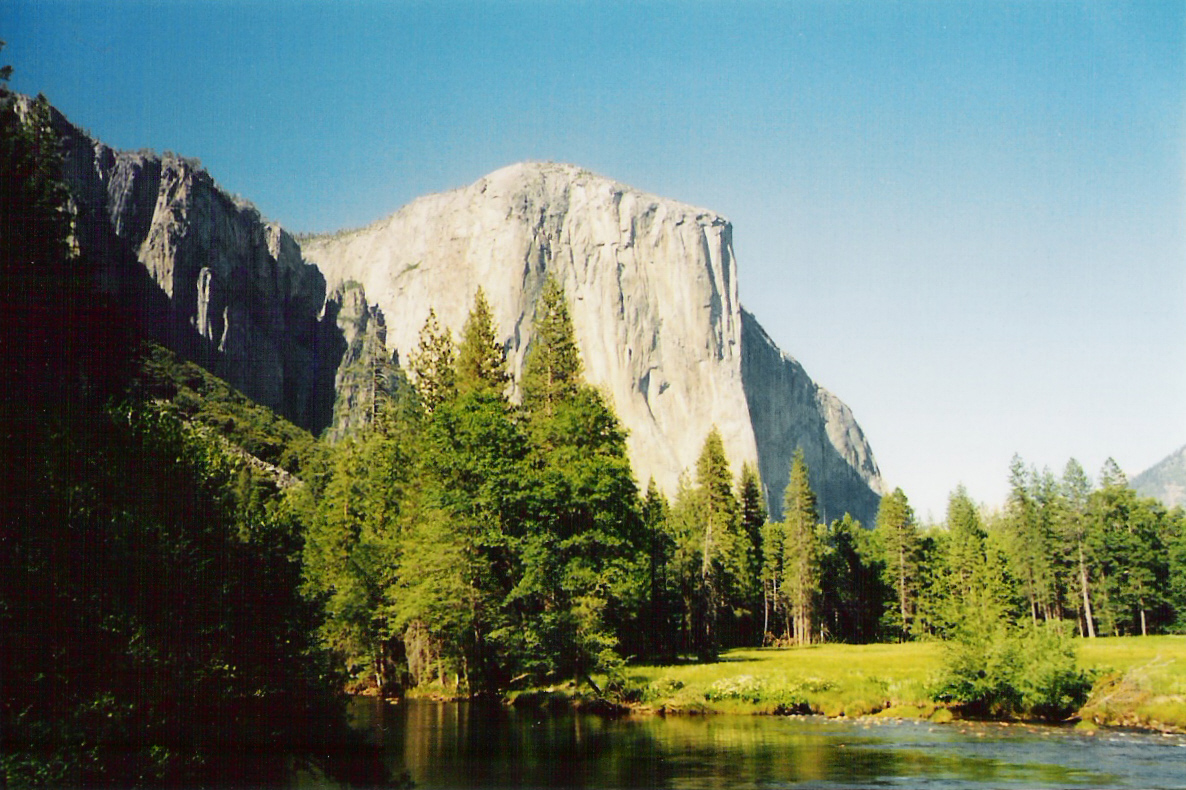
エル・キャピタンとマルセド川

高いビルや電波塔等からのジャンプはしばしば密かに行われる。ベースジャンピング自体は違法ではないが、ジャンプの現場を発見されると、不法侵入などの疑いをかけられるおそれがある。アメリカの国立公園を管理する国立公園局は、公園内での活動を制限する権限があり、ヨセミテ国立公園ではジャンプが繰り返された結果、ベースジャンピングが禁止になった。ベースジャンピング草創期に、国立公園局はヨセミテ国立公園内のジャンプが良く行われていた岩山であるエル・キャピタンからのジャンプを許可制にすることにし、1980年に3ヶ月間実行した。しかしこの制度は、許可を得ていないジャンパー達の「乱用である」との主張を受けて崩壊した。これ以降、国立公園局は全てのベースジャンピングを禁止し、また国立公園内でのベースジャンピングには罰金が科せられるようになった。そして、不法にベースジャンピングを行ったジャンパーが公園の管理人に追われ、マルセド川で溺死するという事故も発生した。それにもかかわらず、毎年年間数百回にものぼる違法なベースジャンプが、深夜や明け方に続けられている。ヨセミテ国立公園内のエル・キャピタンやハーフドーム、グレイシャーポイントなどがジャンプに使われる。
ベースジャンピングをするには、ヨセミテ国立公園より他の場所、特にアメリカ以外の国の方が法的にはより適している。例えばノルウェーのリーセフィヨルドは、ベースジャンパーを歓迎している。またフランスのシャモニー近郊やスイスのアイガーなどのアルプス山脈のポイントも、ジャンパーに解放されている。

## ベースジャンプにおける倫理
ベースジャンピングには特有の倫理的なガイドラインがある。怪我をすることなく、また法を犯すことなくベースジャンピングをし続けたいというジャンパー達共通の願望がこの倫理の根底にあり、ベースジャンピングの歴史と共に発展してきた。この倫理の最も重要な目的は、ジャンパー達ができるだけ長く多くのジャンプを続けられるようにすることである。他の人がジャンプを続けることを難しくするような行為は、非倫理的な行動と見なされる。
ベースジャンピングの倫理は、その土地土地でかわってくるものであり、特にその地域での法律・規則に依存する。またそれぞれのジャンプ場所によって確立されるものもある。さらに地方自治体と共に確立してきたものもある。これらの倫理や規則を（故意又は無知によって）破るベースジャンパーは、全てのベースジャンピング団体などによる合法化運動を台無しにしてしまう。
ベースジャンピングの倫理から導き出される原理は、敬意である。ベースジャンパーは、このスポーツと、ジャンプする場所と、そしてジャンプをする人、またはしない人を含めた全ての人を敬う必要がある。
ベースジャンピングというスポーツに対する敬意の不足は、多くの経験豊かなジャンパー達をベースジャンピングから遠ざけてしまうことになる。ベースジャンパー達は、ベースジャンピングに対して敬意を持つことを多くの苦い経験から学んだ。このスポーツに対する敬意が欠けている様子は、多くのことから見てとることができる。
その一つとして、ベースジャンピングが抱える危険性を忘れてしまうことがあげられる。十分な準備ができていない人にスリルを味わわせるために無理矢理にジャンプさせることはふさわしくない行為である。また、ダイビング自体の基礎ができていない人に、ベースジャンピングを教えてしまうことも、非常に危険である。肝心なのはベースジャンピングは楽しいスポーツであるということであると同時に非常に危険なスポーツであるということを認識することである。これを覚えておくことは、末永くジャンプを楽しむための鍵である。
ジャンプをする場所に対する敬意をもたずガイドラインを破ることは、その場所でジャンプを続け、ガイドラインを確立してきたジャンパー達を確実に怒らせる。そしてガイドラインや手続きの仕方は、単純なものから複雑なもの、奇妙なものまで場所によって様々あり異なっている。
他人に対して敬意を払うことは、人間同士の交流において、皆が子供の頃から学んできた基本的な指針であるが、ベースジャンピングにおいてはより重要である。ジャンパーは、様々な面で他人とお互いに助け合う必要がある。単純で明白な例としては、ジャンプする場所への移動の手助け、ジャンプ場所の開設と維持の手助け、怪我をしたときの医療支援などがあげられる。またより極端な例としては、事故などの深刻な事態が起きた際に互いに心の支えとなることがあげられる。
ジャンパーはまた、ベースジャンピングを行う場所の周辺で働いたり、暮らしたりしている一般の人々に対しても尊重すべきである。多くのジャンパーはベースジャンプをするために旅行をするが、そこで重要なのは地元の人々の文化や要望を理解し尊重することである。例えばヨーロッパのいくつかの有名な崖では、ジャンパーは地元住民の農作業を妨害しないようにするため、特定の場所に着地する許可を得ることがある。地元の住民の文化を理解し尊重することは、ベースジャンパーのイメージを良くするだけでなく、ジャンプを行う場所へのアクセスを容易にすることにつながる。

## 現代のベースジャンピング

### ベースナンバー
ジャンパー達はベースジャンプに成功すると、「ベースナンバー」を申し込むことができ、逐次ジャンパーに与えられる。1981年、テキサス州ヒューストンのフィル・スミス (Phil Smith) に、最初のベースナンバー「BASE-1」が与えられた。2005年3月には1000番目が申請された。現在までにベースジャンプに挑戦された回数はわからないが、ベースナンバーはその1つの目安にはなる。

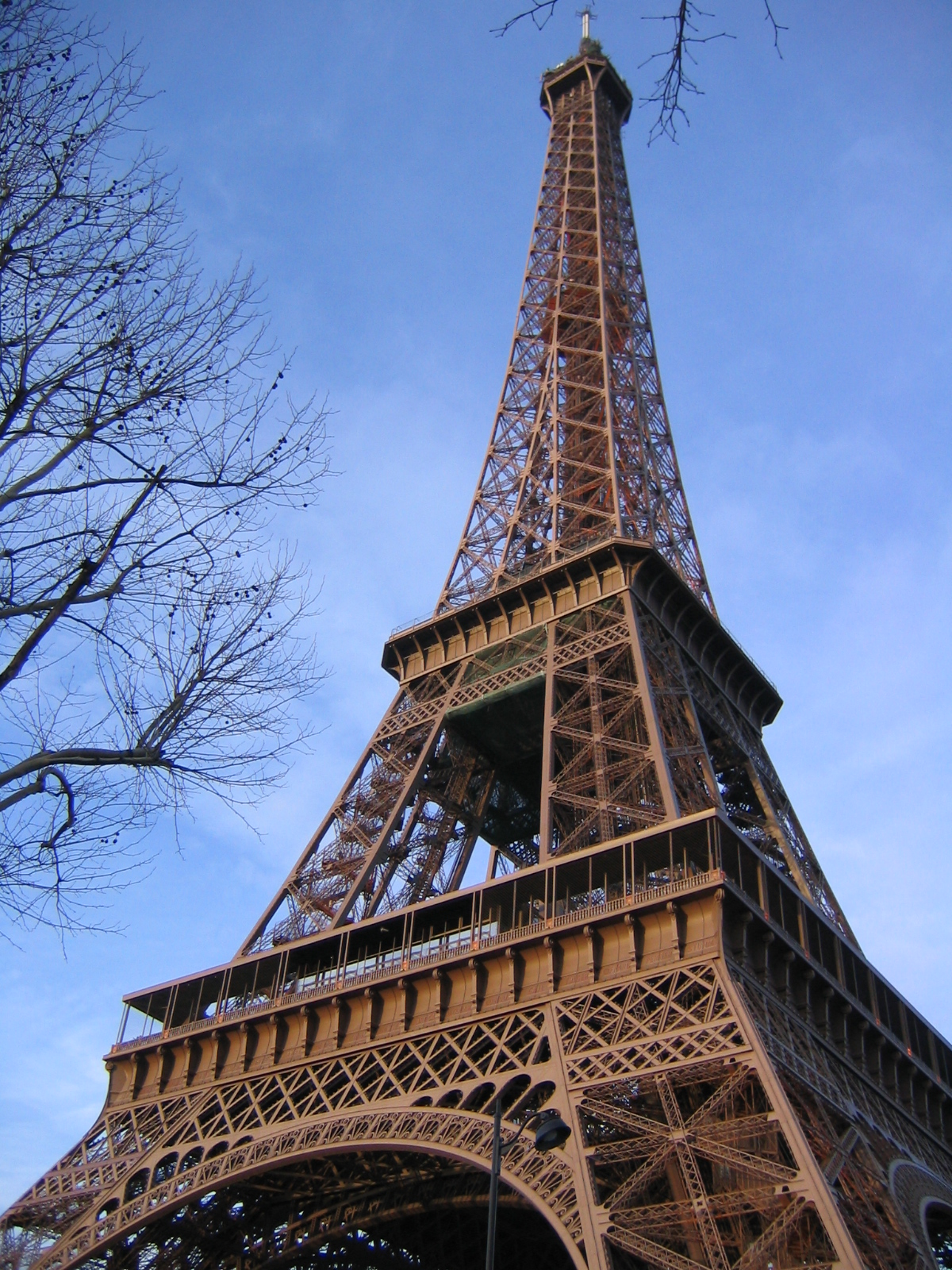
エッフェル塔

### 映画の中でのベースジャンピング
ベースジャンピングはしばしばアクション映画の中で取り上げられる。2002年のヴィン・ディーゼル主演の映画、『トリプルX』では、オープンカーに乗ったディーゼル演じる主人公が橋から落下し、車はクラッシュするがディーゼルは安全に着地するシーンがある。1976年のアスガルド山からのジャンプ以後、007シリーズではベースジャンピングのシーンが続けて登場した。例えば、1985年の『007 美しき獲物たち』ではエッフェル塔から、1987年の『007 リビング・デイライツ』ではジブラルタルの岩山から、2002年の『007 ダイ・アナザー・デイ』では溶けかかる氷山からジャンプするシーンがあった。この中で、実際にジャンプを行って撮影したのはアスガルド山とエッフェル塔からのものであり、残りは特殊撮影やCGである。

### スポーツとしてのベースジャンピング
1990年代に起こったエクストリーム・スポーツブームは、ベースジャンピングを発展させ、また認知度を向上させた。しかし、依然としてスポーツとしてではなく無謀なスタントとして認識された。
非常に高度で熟練した活動であっても、記録や競技会のような、技量を客観的に測り認識する方法が欠けていることが、スポーツとして認められるうえでの一つの障害となった。

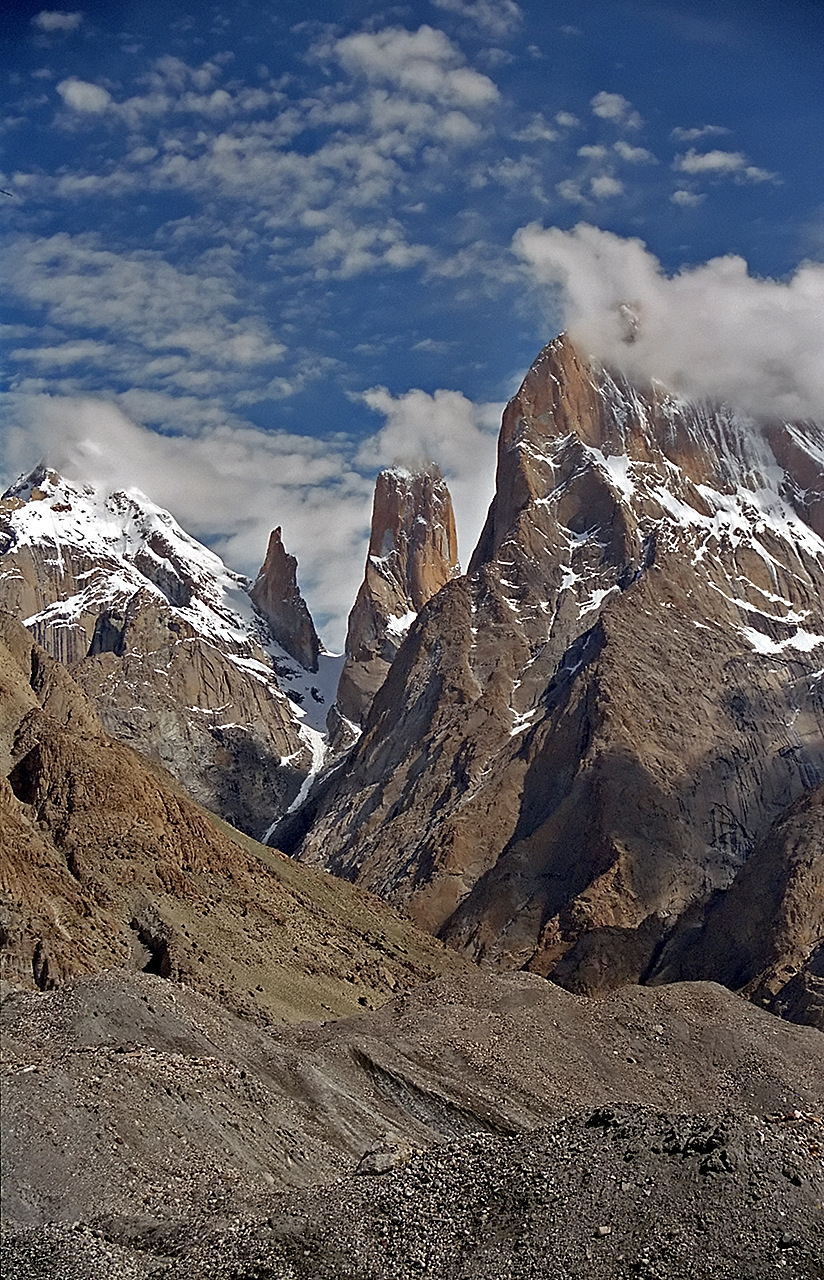
トランゴ・タワーズ

- ベースジャンプの記録

ギネスブックに最初に載せられたベースジャンピングの記録は、1984年、カール・ボーニッシュによるノルウェーのトロルベッゲン（トロルウォール）からのジャンプである。「最も高いベースジャンプ (The highest BASE jump) 」として記録された（ボーニッシュが同じ場所で亡くなる2日前の記録）。「最も高い」は、標高ではなく落差を意味している。このカテゴリは2006年現在もギネスブックに記載されており、ニック・フェイテリス (Nic Feteris) とグレン・シングルマン (Glenn Singleman) によるパキスタンのトランゴ・タワーズ（5,995メートル）からのジャンプが記録されている。2006年5月23日、グレン・シングルマンとヘザー・シングルマン(Heather Singleman)は、インドのメル山（6,604メートル）からジャンプを成功させ、スタート地点の標高記録は更新された（落差はトランゴタワーズと同程度とされ、ギネスブックの記録は更新されない）。
しかし、様々な環境で行われる異なるジャンプを直接比較することはしばしば意味の無いことと指摘される。ギネスに記載されたもう一つの記録として「最も年を取ったベースジャンパー」があるが、これはスポーツの技能と何の関係もない。また「最も低いベースジャンプ」はギネスでは認められていないが、よく議論される。
- 競技会

ベースジャンピングの競技会は1980年代前半に始められた。正確な着地やフリーフォール時の曲芸飛行などが競技の審査基準として採用された。近年では公式の競技会も見られ、マレーシアにある超高層ビルのペトロナスツインタワーでは、約400mの地点から着地の正確さを競う大会が開催された。

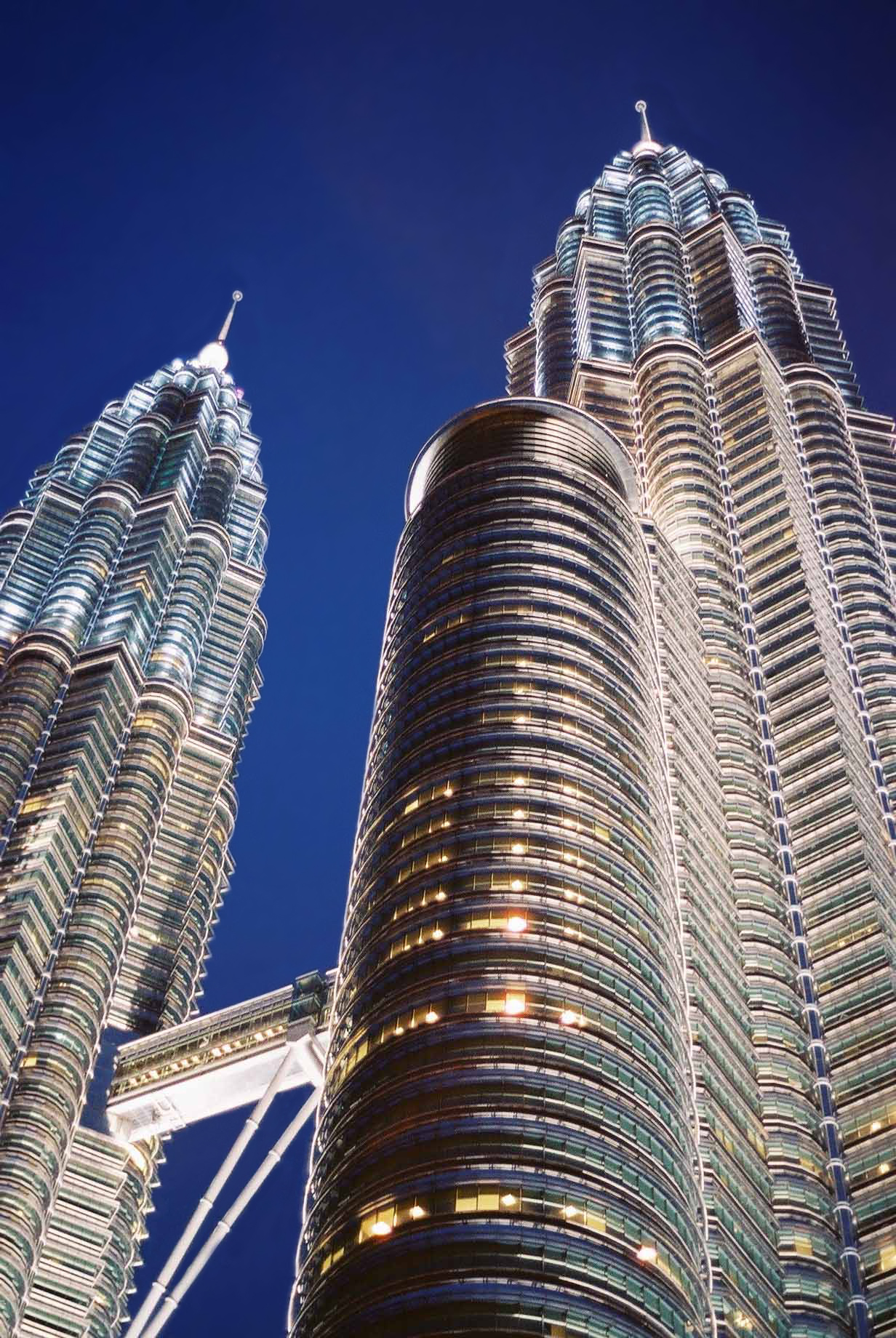
ペトロナスツインタワー

装備の進化と、技術が広まった事でベースジャンピング草創期よりも安全になったが、依然として怪我や死亡事故は時々発生する。自由落下のまま地面に墜落したり、障害物への接触による死亡事故はしばしば起こるが、それよりも着地する地点が危険であったり、パラシュートを開いた後に起きる別の問題によるものの方が起こりやすい。あまり公に行われないというベースジャンピングの特質上、リスクを統計的に調べ、確かなデータを得ることは難しい。一説では競技人口は世界で4,000人程度で累計の死者は30数人と言われる。この危険性もスポーツとして認められるための障害の一つである。
ベースジャンプをするジャンプ場所はあまり一般に公開されていない。もし公開してしまうと、装備や技術が貧弱でも、誰でも一人でジャンプできてしまうため、事故が多発するからである。また、ジャンプする場所が合法であるか違法であるかにかかわらず事故は発生する。そのため、ベースジャンパー達は合法的なジャンプ場所であっても、その場所を直接地名や建物の名前などで表現せず、「橋の日の場所」や「北イタリアの人気の断崖」のように分からないようにぼかす。ベースジャンピングを始める人は、ベースジャンピングのコミュニティーに問い合わせ、ベテランのベースジャンパーにジャンプ場所や技術を教えてもらう必要がある。このことはスポーツ普及の障壁となるが、安全のための防護壁にもなっている。
依然としてベースジャンパー達はたいてい世間から挑戦者と見られ、また過激で危険なスポーツとしてみられているが、ジャンパー達の技術や新たなジャンプ地点の探求、合法的な活動などによって、近年は着実にスポーツとして認められつつある。

### ウイングスーツ・ベースジャンピング

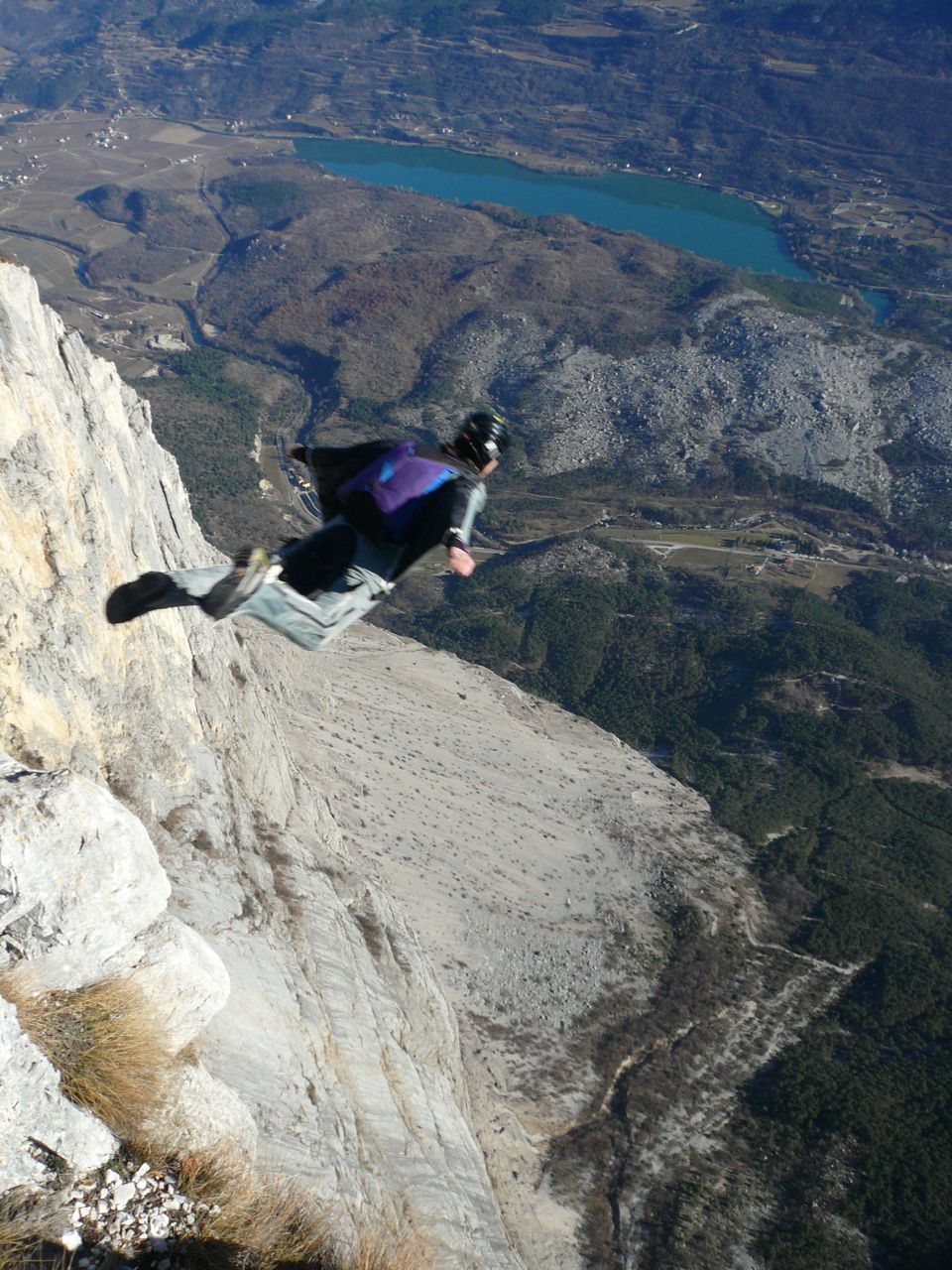
ウイングスーツを利用したベースジャンピング

山岳や橋梁など、水平方向の余裕が十分あるジャンプ場所の場合には、ウイングスーツを併用して滑空飛行を行うベースジャンパーもしばしば見られる。WiSBASEと呼ばれるウイングスーツジャンパーは、2003年以降現れ始め、ロイック・ジャン＝アルバートら海外のベースジャンパーがYouTubeなどで滑空動画を公開した事から大きな広まりを見せた。
ただし、ウイングスーツを用いたベースジャンピングは滑空経路の選定によっては通常のベースジャンピング以上に危険な行為となりうる。特に山岳の尾根や渓谷などの地形をかすめるような滑空経路を選定した場合、目測を誤ったり風向きなどの気象条件によっては計算通りの滑空経路が取れず、ジャンプ前には滑空による通過が可能と見込んでいた尾根や立木、断崖や構造物などに接触・激突するなどして、しばしば死亡事故が発生している事をよく理解しておく必要がある。

### 死亡事故
ベースジャンピングにおける死亡事故事例はBLiNC Magazineにより、1981年以降の記録の集積や個々の事故原因の究明などが行われている。こうした活動は同じベースポイントでの類似事故の再発を防ぐ意味でも重要であるが、記録されている限りでは2016年12月現在で累計350名余りの事故死者が報告されており、2011年以降は毎年20件から30件以上の死亡事故が発生している。死亡事故の内訳を見ると、ウイングスーツ・ベースジャンピングによるものが突出して多く、事故死者全体の半分近くを占める状況となっている。